# .li
Pour les articles homonymes, voir LI.
.li est le domaine de premier niveau national (country code top level domain : ccTLD) réservé à la principauté du Liechtenstein, créé en 1993. Comme .ch, il est administré par Switch.